# Roger Tory Peterson
Roger Tory Peterson, född 28 augusti 1908 i Jamestown i New York, död 28 juli 1996 i Old Lyme i Connecticut, var en amerikansk biolog, ornitolog, konstnär och folkbildare, som betraktas som en av de största impulsgivarna till 1900-talets miljörörelse.

## Biografi
Peterson föddes i Jamestown i New York, den 28 augusti 1908. Hans far, Charles Peterson, var en immigrant från Karlstad i Sverige, som kom till Amerika som barn. Fadern hade blivit föräldralös vid tio års ålder och började då arbeta vid en kvarn för att sedan bli handelsresande. Modern, Henrietta Badar, var en tysk immigrant som kom till Amerika när hon var fyra, och utbildade sig till lärare. Sedan föräldrarna gift sig flyttade de till Jamestown där fadern tog tjänst vid en möbelfabrik.
Petersons första arbete om fåglar var en artikel, "Notes from field and study", i tidskriften Bird-lore i vilken han rapporterade anekdotiskt om två iakttagelser från 1925, en karolinagärdsmyg (Thryothorus ludovicianus) och en art av mesfågel, en nordamerikansk tofsmes (Baeolophus). 
1934 publicerade han sitt huvudverk, Guide to the Birds, den första moderna fältguiden. Den första upplagan sålde slut på en vecka, och genomgick sedan sex editioner. Han var medförfatatre till Wild America och medverkade i flera andra amerikanska ansedda naturtidskrifter och fältguider, om allt från mineraler till reptiler. Han utvecklade Peterson Identification System.
På svenska finns boken Fåglarnas liv, utgiven på Bernces 1973 och översatt av Alf Sagnér, författad tillsammans med James Fisher.